# 2e régiment de cuirassiers (France)
Pour les articles homonymes, voir 2e régiment.
Le 2e régiment de cuirassiers (ou 2e RC) est un régiment de cavalerie de l'Armée de terre française créé sous la Révolution à partir du régiment Royal cavalerie, un régiment de cavalerie français d'Ancien Régime, sous le nom de 2e régiment de cavalerie avant de prendre sous le Premier Empire sa dénomination actuelle.

## Création et différentes dénominations
- 16 mai 1635 : création du régiment Cardinal-Duc cavalerie
- 30 juillet 1636 : le régiment est supprimé
- 24 janvier 1638 : le régiment est rétabli sous le nom de régiment Cardinal-Duc cavalerie
- 1er août 1643 : à la mort du cardinal, passe au roi et renommé régiment Royal cavalerie
- 1er janvier 1791 : renommé 2e régiment de cavalerie
- 24 septembre 1803 : transformé en 2e régiment de cuirassiers
- 1814 (Première Restauration) : renommé régiment de cuirassiers de la Reine
- 1815 (Cent-Jours) : redevient 2e régiment de cuirassiers
- 1815 : (Seconde Restauration) : renommé régiment de cuirassiers du Dauphin
- 1830 : renommé 2e régiment de cuirassiers
- 5 octobre 1870 : Création du 2e régiment de marche de cuirassiers
- 29 mars 1871 : Reformation du 2e régiment de cuirassiers

## Chefs de corps
Colonels et chefs de brigade,
- 5 février 1792 : Louis de La Pinserie d'Hauboutet ;
- 23 mai 1792 : Edme Henri de Beaujeu  (*) ;
- 15 mai 1793 : Xavier Frédéric de Marne ;
- 9 novembre 1793 : Jacques Magron ;
- 27 juillet 1794 : Jean Antoine Étienne Radal ;
- 7 décembre 1798 : Jean Frédéric Yvendorf (*) ;
- 1800 : Chef d'Escadron Jean-Baptiste Alix ;
- 27 décembre 1805 : Claude Louis, baron Chouard ;
- 7 septembre 1811 : Pierre de Rolland ;
- 5 novembre 1813 : Léonard Morin ;
- 17 mars 1814 : Louis, baron de La Biffe  ;
- 28 septembre 1814 : Jean Guillaume de Lacroix;
- avril 1815 : Louis Stanislas Francois Grandjean ;
- 1816 : Colonel Marquis de Breuilpont.
- 1821 : Colonel de Salomon de Feldeck Jean-Baptiste-Étienne-Ignace
- 1828 : Colonel de Niceville François-Hyppolite-Théophile
- 1839 : Colonel Reibell
- 1848 : Colonel Dard d'Espinay Corneille-Albert
- 1851 : Colonel d'Oullembourg Bertrand-Eugéne
- 1854 : Colonel Taffin Victor-Marie-François
- 1859 : Colonel Charles Alphonse Aimé Alexandre Yvelin de Beville[note 1]
- 1864 : Colonel Baron Rossetti Gustave-Victor-Scipion-Marie
- 1870 : Colonel Bore Verrier.
- 1871 : Colonel Baron Rossetti Gustave-Victor-Scipion-Marie
- 1873 : Colonel Comte de la Loyere Alberic-Ferdinand-Marie
- 1880 : Colonel Braun
- 1886 : Colonel Verdun
- 1894 : Colonel de Clauzade de Mazieux Marie-Paul
- 1899 : Colonel de Rougé Casimir-Bonabes-Marie
- 1905 : Colonel Lamy M-J-V-E
- 1905 : Colonel Chabaud
- 1913 : Colonel du Fretay
- 1914 : Chef d'Escadron Clolus
- 1914 : Colonel de Mareuil
- 1915 : Colonel de Canchy
- 1917 : Colonel de Francolini
- 1917 : Colonel de Canchy
- 1918 : Colonel de France
- 1918 : Colonel Chassou
- 1919 : Dissous
- 7 juillet 1939 - 29 mai 1940 : Colonel Touzet du Vigier
- 1940 : Dissous
- 1943 : Colonel Maurice Durosoy
- 1946 : Colonel de Montaudouin
- 1950 : Colonel Ballot
- 1951 : Colonel Oberlaender
- 1953 : Colonel Jobelot
- 1957 : Colonel de Chergé
- 1959 : Colonel Deturbert
- 1961 : Colonel de Favitski
- 1963 : Colonel Boscals de Reals
- 1965 : Colonel Perre
- 1967 : Colonel Pelletier
- 1969 : Colonel Rouger
- 1971 : Colonel De Galbert
- 1973 : Colonel Jutel
- 1975 : Colonel Loubens
- 1977 : Colonel Nouan
- 1979 : Colonel Aurousseau
- 1981 : Colonel Rozier de Linage
- 1983 : Colonel Manin
- 1985 : Colonel Denoncin
- 1987 : Colonel Lenoir
- 1989 : Lieutenant-Colonel Brochet de Vaugrigneuse
- 1991 : Dissous

## Historique des garnisons, combats et batailles du2eRC
- Il tient successivement garnison à Nevers en avril 1817, à Vesoul et à Épinal en avril 1821.
- Il tient garnison dans le Nord Lille 1871 de 1873, à l'Est Commercy, Lunéville, à l'Ouest Niort, en Région parisienne à Versailles, puis enfin et surtout à Paris 1874 de 1876 et de 1892 à 1914. En 1918 dirigé, après l'armistice, sur Sarrelouis, il n'y reste que jusqu'au 25 novembre et revient bientôt en France à Héricourt, puis à Lyon.
- Il sera cantonné à Bellheim en Belgique. Puis à Manderscheid, il quittera l'Allemagne le 3 octobre 1945. En France, il s'installera à Châtellerault, Angoulême, puis Saint-Wendel et Reutlingen en Allemagne. En 1978, il détachait l'escadron d'éclairage divisionnaire (E.E.D.5) stationné à Tübingen, également créé.

### 2erégimentde cavalerie
Par ordonnance royale en date du 1er janvier 1791 le régiment Royal cavalerie  prend le nom de 2e régiment de cavalerie.

#### Uniformes sous la Révolution et le Premier Empire
- Habit long sous la Révolution (régiment de cavalerie)
- Lors de la transformation en régiment de cuirassiers, les cavaliers reçoivent, outre le casque et la cuirasse, un habit court écarlate, sans revers, boutonné jusqu’à la ceinture, aux parements bleus et aux poches en travers ; pattes d’épaule bleues passepoilées de la couleur distinctive du régiment. Tenues reçues en 1805, ornées d'un plumet et d’épaulettes rouges, aux retroussis ornés de grenades bleues (symbole des armes d'élite).
- À partir de 1806, les cuirassiers reçurent de nouveaux habits à revers. Les cuirasses étaient d’un modèle unique. Les casques, acquis par les régiments, différaient selon le fournisseur. Inspiré du casque des dragons, il avait la bombe en fer et un turban en peau d’ours, rappelant la peau d’ours des bonnets de grenadiers. L’équipement se composait d’une giberne avec sa banderole, d’un ceinturon fermé par une plaque, et d’une dragonne de buffle.

Cuirassiers du 2e régiment de cuirassiers en 1805.

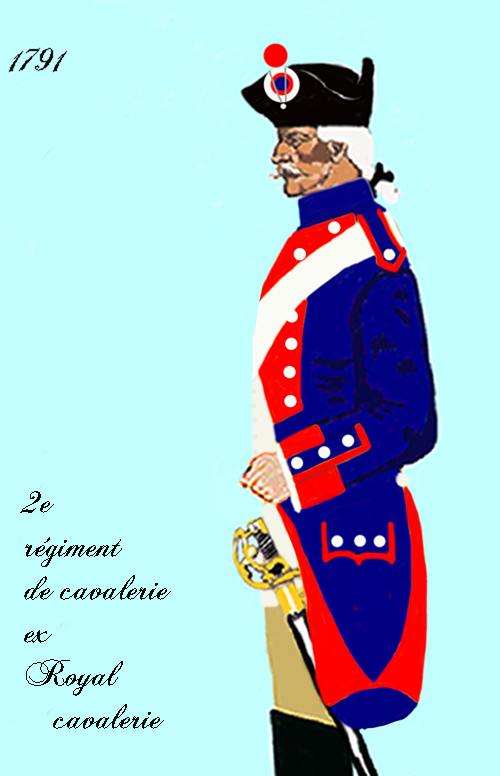
l' uniforme de 1791

#### Révolution et Premier Empire
En 1792, la France révolutionnaire déclare la guerre aux monarchies européennes. Les armées françaises se battent avec acharnement aux frontières du Nord et de l'Est, en Belgique, en Hollande, en Allemagne, en Suisse, en Italie et jusqu'en Égypte.
Devenu 2e régiment de cavalerie, le 1er janvier 1791, ne cesse, durant cette période, d'être sur la brèche et sert jusqu'en 1799 sur le Rhin.
Le régiment fait les campagnes de 1792 à 1794 à l'armée du Rhin puis les campagnes des ans IV et V à l'armée de Rhin-et-Moselle et celle de l'an VI à l'armée d'Allemagne. 
Il est cité aux combats d'Heidenheim et de Freising les 3 août et 2 septembre 1796 et au passage du Rhin en 1797.
Appelé dans l'ouest en 1799, il fait partie l'année suivante de l'armée de réserve, suit le premier consul en Italie et eut l'honneur de compter parmi les trois régiments qui, à la bataille de Marengo, le 14 juin 1800, firent la célèbre charge qui enveloppèrent six bataillons de grenadiers autrichiens et leur firent mettre bas les armes. Son étendard porte sa première inscription : « Marengo ».
À la paix d'Amiens, il vint occuper la garnison de Vienne en Dauphiné, et fut de là à Rambouillet et à Caen.

### 2erégimentde cuirassiers
Par arrêté du 1er vendémiaire an XII (24 septembre 1803) le 2e régiment de cuirassiers est formé du 2e régiment de cavalerie et reçoit, en outre le 1er escadron du 25e régiment de cavalerie qui avait été dissous.

#### Révolution et Premier Empire
Devenu de 2e régiment de cuirassiers, le 18 nivôse an IV (8 janvier 1796), il fait la campagne l'an XIII au corps de réserve de cavalerie, celles de l'an XIV à 1808 à la Grande Armée et s'illustre durant la campagne d'Allemagne, le 2 décembre 1805 à Austerlitz puis pendant la campagne de Prusse et de Pologne en 1806-1807.
En 1807, un détachement du 2e cuirassiers sera un des éléments permettant la formation des 1er et 2e régiments provisoires de grosse cavalerie
En 1809 et 1810, il est rattaché à l'armée du Rhin et au corps de réserve de l'Allemagne.
Il effectue les campagnes de 1811 et 1812 à l'armée d'Allemagne et au corps d’observation de l'Elbe avec lequel il participe à la campagne de Russie et s'illustre pendant les batailles d'Ostrovno et de la Moskova.
Durant la campagne de 1813, il est au 1er corps de réserve de cavalerie de la Grande Armée avec lequel il s'illustre en Allemagne à la bataille de Leipzig le 16 au 19 octobre 1813.
En 1814 le régiment alors rattaché au 1er corps de cavalerie et en garnison à Hambourg, revient en France et est engagé durant la campagne de France ou il se couvre de gloire le 14 février 1814 à la bataille de Vauchamps.
Pendant la première Restauration, le 1er régiment de cuirassiers porte le titre de Cuirassiers de la Reine et retrouve sa dénomination initiale au retour de Napoléon de l'île d'Elbe.
En 1815 il est à la 2e division de réserve de cavalerie. Rattaché à la brigade Donop le 2e cuirassé se fait remarquer à la funeste bataille de Waterloo. Le régiment compte alors 311 hommes répartis en deux escadrons, pour 21 officiers et 290 hommes de troupes. Le régiment compte quatre compagnies, nommées 1ère, 2em, 5em et 6em.
Réduit à un peu plus d'une centaine d'officiers et de cuirassiers, le régiment quitte Neuilly-sur-Seine le 6 juillet 1815 et prend la route de Saumur en août 1815. 

Le 24 décembre 1815 il est licencié comme l'ensemble des unités militaires françaises.

### Régiment de cuirassiers du Dauphin (1815-1830)

#### De 1815 à 1830
Par ordonnances royales, des 16 juillet et 30 août 1815, quelques-uns de ses débris sont versés en dans la formation des deux régiments de cuirassiers de la garde royale et son fond est entré dans la composition du régiment de cuirassiers du Dauphin.
En février 1816, il est en garnison à Rennes.
La France ayant été mandatée par le concert des puissances européennes pour aider le roi Ferdinand VII d'Espagne à consolider son trône, les "Cuirassiers du Dauphin" quittent le 8 février 1823 Épinal pour Bayonne. 
Fin mars, rattaché au corps de réserve de l'armée d'Espagne le régiment se trouve aux environs d'Orthez et franchit la Bidassoa le 27 avril. Puis c'est une promenade militaire qui, par Vittoria, Burgos, Valladolid et Madrid, l'amène jusqu'à Tolède à la fin de mai. C'est ensuite par Madrid, Talavera et Aranjuez, le retour sur Bayonne.

### 2erégiment de cuirassiers
Par ordonnance du Roi, en date du 19 février 1831, le 2e régiment de cuirassiers est formé du simple renommage du régiment de cuirassiers du Dauphin, créé en 1815, cette dénomination ayant été supprimée après la révolution de Juillet 1830.

#### De 1830 à 1848
En 1848, affecté à l'armée de Paris le régiment quitte Versailles le 25 juin et prend part aux journées des 25 et 26 juin 1848 contre les insurgés.

#### Deuxième République

Chef d'escadron du 2e cuirassiers en 1848.

#### Second Empire
Resté à l'écart des grandes campagnes extérieures de la monarchie et du 2e Empire, (Algérie, Crimée, Italie, Mexique), le régiment participe en revanche à la première des empoignades franco-allemandes.
La guerre éclate le 15 juillet 1870. Le régiment appartient alors à la division de cuirassiers du général de Bonnemains, et forme brigade avec le 1er régiment de cuirassiers. Il participe avec vaillance à la bataille de Frœschwiller.
Le Régiment y perd 6 officiers et 141 sous-officiers et hommes de troupe, ainsi que son colonel, qui tombe aux mains de l'ennemi.
La bataille perdue et l'Alsace évacuée, le régiment est dirigé par Saverne, Sarrebourg, Blamont, où le commandement reconstitue une armée destinée à dégager les forces françaises investies sous Metz.
 Mais la manœuvre de débordement entreprise par cette armée s'enlise à Sedan. Cernée par les Allemands, elle capitule, malgré de vaines tentatives pour rompre l'encerclement, victime beaucoup plus de l'inertie et de l'irrésolution de Napoléon III que de la supériorité de l'adversaire. Après avoir stoïquement subi toute la journée le feu des canons ennemis dans l'attente de la charge, le régiment est fait prisonnier et désarmé. La résistance se poursuit encore, mais c'est finalement la disparition de l'Empire, l'armistice de Versailles et le traité de Francfort le 10 mai 1871, où la France est obligée de consentir à la cession de l'Alsace et de la Lorraine.
Le 5 octobre 1870 par décret du gouvernement de la Défense nationale, l'escadron des cent-gardes, est dissous. Ses éléments sont versés au 2e régiment de marche de cuirassiers dont il forme le premier escadron.

#### De 1871 à 1914
Reformé le 29 mars 1871 à Orange, alors que la paix n'est pas encore revenue, le régiment va vivre pendant 40 ans, comme l'ensemble de l'armée, dans l'espoir de rendre à la France les provinces perdues d'Alsace et de Lorraine.
Un détachement du régiment participe au maintien de l'ordre pendant les émeutes de Vigneux et de Villeneuve-Saint-Georges dans l'Essonne en juin 1908.

#### Première Guerre mondiale
Casernement en 1914 : Paris à la 2e brigade de cuirassiers, à la 1re division de cavalerie d'août 1914 à novembre 1918.

##### 1914
Le 3 août, à 1 heure du matin, le 2e cuirassiers débarquait à Liart et à Aubigny-les-Pothées et s'installait dans deux cantonnements, Aubigny-les-Pothées et Lépron-les-Vallées.
Le 5, à 4 heures du matin, il se portait sur Sedan pour y cantonner en fin d'étapes.
Le 6 août la frontière est franchie à Bouillon, et le régiment cantonne au soir à Carlsbourg.
Le 8 août le régiment se met en marche pour Liège, en passant par Resteigne (le 10 août), le long de la Lesse (du 12 au 14 août). Le 17 août le régiment a ordre de se porter sur Orbais, dans le cadre de la défense de Louvain, et arrive sans encombre à Perwez. Le 19 août le 2e Cuir débouche de Malprouvé. En infériorité numérique la 1re division de cavalerie est contrainte de se retirer, le 2e RC assurant l'arrière garde et prenant ses cantonnements à Tongrinne.
Le 20 août le corps de cavalerie se retire vers Charleroi, mais le lendemain alors que le régiment atteint Forchies-la-Marche, une canonnade se fait entendre du côté de Courcelles. Un sérieux engagement a lieu dans la région d'Orbais ou le 1er cuirassiers, cantonné à Piéton, est au contact immédiat de la cavalerie ennemie. 
Le 22, les divisions de cavalerie sont relevées par une brigade d'infanterie, et se reportent en arrière. Le 2e cuirassiers cantonne à Erquelinnes, sur la frontière. La canonnade est intense vers Charleroi et Binche; C'est la bataille de Charleroi. À 20 heures, le régiment se porte, dans la partie Est de Jeumont, et garde le pont de la Sambre avant de repartir de Jeumont et de cantonner à Cerfontaine, dans le camp retranché de Maubeuge.
Le 24 août, une violente canonnade se fait entendre à l'est de Maubeuge. Les Armées françaises battent en retraite.
Le 25 août, tout le corps de cavalerie se porte vers l'Armée anglaise, dans la région de Le Cateau, puis de Cambrai pour permettre la retraite sur Noyon de toute l'Armée anglaise.
Le 30 août, à 5 heures, la brigade se rassemble au sud d'Andechy afin de contrer une attaque allemande, venant de Damery, s'étend sur le front Andechy-Villers-lès-Roye. L'énergique résistance des éléments à pied, le feu nourri d'une batterie adjointe à la brigade, obligent les Allemands à stopper, mais les colonnes ennemies débouchent de Roye, marchant sur Villers-lès-Roye. Il faut se replier, accablés par le feu des tirailleurs. Protégés par le tir de leur batterie, les escadrons se décrochent, se portent sur Marquivillers, puis, Popincourt.
Le 31 août, le rassemblement se fait au sud-est d'Estrées-Saint-Denis, avec pour mission de retarder la marche des colonnes ennemies entre la voie ferrée de l'Oise, et tenir le soir sur la ligne Saint-Martin-Longueau-Jonquières. Le lendemain il faut franchir l'Oise à Pont-Sainte-Maxence, et tenir coûte que coûte le plateau de la Boissière. Les colonnes allemandes débouchent de la forêt de Compiègne, de Fay, de Néry, de Mont Cernon, c'est la vague qui submerge tout.
Le 2 septembre, ils se portent sur Fontaine-les-Corps-Nus, pourchassant les éclaireurs ennemis et occupant ce village. Le soir, on leur donne un peu de repos, à Mortefontaine. Ils y sont à peine arrivés qu'un parti de cavaliers et de fantassins ennemis les attaque. La forêt d'Ermenonville est pleine d'ennemis, les éclaireurs de pointe, en arrivant à Moussy-le-Vieux, sont reçus à coups de fusil ; les cavaliers s'installent à la sortie est de Dammartin, qu'ils tiennent jusqu'à l'arrivée d'une brigade d'infanterie.
La colonne se dirige ensuite sur Mitry-Mory, où elle bivouaque. Les effectifs ont fondu de plus de la moitié ; beaucoup de cavaliers du 1er et du 2e cuirassiers n'ont pas rejoint depuis l'affaire de Mortefontaine. 
Le 4 septembre, elle reçoit l'ordre de rejoindre le corps de cavalerie Elle cantonne le 5 à Fresnes ; le 6, elle se porte dans la direction de Penchard, elle est en butte au feu de nombreuses batteries d'obusiers. La brigade marocaine vient d'enlever Penchard, en le débordant. Les cavaliers reçoivent l'ordre de fouiller ce village, ainsi que celui de Neufmontiers ; ils y trouvent quelques groupes d'Allemands qui se laissent désarmer sans résistance, ainsi qu'une ambulance où sont hospitalisés environ 250 blessés. 
Le 7, enfin, la brigade provisoire rejoint à Nanteuil-le-Haudoin la division, qui avait, cahin-caha, continué sa route vers le sud jusqu'à Garches, où elle avait reçu des renforts. Les Armées françaises avaient arrêté leur retraite, la bataille de la Marne commençait à se transformer en victoire. Le corps de cavalerie, après s'être remis en condition, était en effet engagé depuis le matin du 7 septembre sur l'Ourcq la part que le régiment y prit lui valut d'ajouter sur son Étendard l'inscription « l'Ourcq » la bataille de l'Ourcq conclue victorieusement.
La Division reprend la marche en avant ; elle se porte à l'attaque de Betz, que les Allemands abandonnent, puis, le 8, malgré la résistance acharnée de l'ennemi, elle progresse dans la direction de Gondreville ; des reconnaissances hardies pénètrent dans les lignes allemandes ; grâce à elles, le commandement se rend compte qu'un certain flottement se manifeste dans l'offensive de l'ennemi.
La division de cavalerie se portant sur la droite ennemie, est arrêtée à 2 km de Crépy-en-Valois dont un régiment de cavalerie ennemie occupe ce village.
Cependant, l'ordre est donné d'enlever Rosières. L'engagement dure de 15 heures à 18 heures, et le 2e escadron, pied à terre, chasse de Montépilloy un escadron de hussards ennemis.
Le soir, le régiment retraite par la route de Rully, puis revient sur Montepilloy. Enfin, la Nonnette est franchie à Mont-l'Evêque, et le régiment va cantonner à Ver, après avoir traversé la forêt d'Ermenonville très rapidement.
Le lendemain, il se porte sur Avilly, où il bivouaque  
Du 7 au 10, la situation n'était pas encore très nette : les Allemands n'avançaient plus, mais leur retraite n'était pas encore commencée : les tentatives des cavaliers pour percer n'avaient pas été couronnées de succès importants ; à Crépy-en-Valois, à Rosières, ils s'étaient heurtés à une résistance acharnée. Cependant, le 11, les succès remportés sur tout le front déterminaient les armées allemandes à abandonner le fruit de leur offensive si rapide.
ETRAITANT vers le nord, leurs colonnes décimées et déçues, reprirent le chemin déjà parcouru avec une si grande vélocité, que les armées françaises, également épuisées, ne purent rien faire que de les suivre, et que
la cavalerie elle-même ne put jouer dans toute son ampleur le grand rôle de la poursuite qui lui incombait. Il est évident que si, dans cette « Course à la Mer », les divisions de cavalerie avaient pu franchement déborder l'aile droite ennemie, et, par un mouvement tournant, se rabattre dans la direction de l'est, coupant ainsi les forces allemandes de leurs voies ferrées, la défaite de la Marne se fut tournée en un désastre complet, dans lequel l'armée von Kluck eût laissé le plus clair de ses effectifs.
Malheureusement, ayant fourni depuis le 2 août des marches ininterrompues, dans des conditions épouvantables, la majorité des chevaux était incapable d'un effort aussi considérable. De plus, le temps jusqu'alors chaud et sec, changea brusquement ; il se rafraîchit et la pluie vint encore, si possible, aggraver les conditions déjà déplorables de l'offensive reprise.
À partir du 11 septembre, c'est la course à la mer. Le corps de cavalerie est sur les emplacements qu'occupait l'infanterie allemande le 1er septembre. Mais la forêt de Compiègne était encore fortement occupée. Le 12, le régiment franchit l'Oise à Verberie sur un pont de bateaux. Le ravitaillement arrive mal et les villages, consciencieusement pillés par les Allemands, offrent peu de ressources ; les hommes et les chevaux restent continuellement sous la pluie.
Le 13, le régiment arrive à Rosières. Son avant-garde est accueillie par une vive fusillade à laquelle ripostent les hommes du convoi rangés sur la route ; un peloton de cavalerie allemande tient le village. Un détachement de cuirassiers part à sa poursuite mais ne réussit pas à l'atteindre.
Toujours en contact, la marche en avant, très lente, reprend le 15. La Somme est franchie à Péronne.
Le 16, le régiment sert de protection à une brigade de hussards qui doit couper à Bohain la ligne Saint-Quentin - Maubeuge. L'opération réussit. Des convois ennemis sont signalés à Fayet.
Le 17 la 1re division de cavalerie marche sur Vermand sous une pluie diluvienne ; à peine la ferme Senaves est-elle dépassée qu'une vive fusillade se fait entendre vers Fléchin. Un détachement ennemi, arrivé en auto, a ouvert le feu sur la tête de colonne, tuant le général Bridoux et un officier de son Etat-Major.
Le 18, nous cantonnons à Doingt, et nous y faisons la police ; quelques civils sont arrêtés sous l'inculpation d'intelligences avec l'ennemi.
Le 21 septembre, des reconnaissances sont envoyées à Épehy. Le 23, un escadron est envoyé en découverte sur Roisel et une forte reconnaissance se dirige sur Bernes. Elle reste deux jours en plein milieu des lignes ennemies et rejoint avec de grandes difficultés le 25, au travers des marais de la Somme, rapportant de précieux renseignements sur la marche de l'ennemi qui, à l'abri de fortes arrière-gardes, remonte à toute vitesse vers le nord.
Un demi-régiment est mis pied à terre, et protège la progression d'éléments d'infanterie dans le bois de Buire. En pénétrant dans le village d'Aizecourt-le-Haut, la pointe d'avant-garde est prise sous un violent bombardement qui met le feu au village. La progression est arrêtée, le combat s'engage avec des éléments cyclistes allemands. Le soir, le Régiment se reporte sur Feuillaucourt, qui est enlevé d'assaut par l'infanterie allemande le 24, après une vive résistance de notre part. La D. C. se porte alors sur Albert puis Hardecourt. À l'est du village de Maricourt, elle est obligée de se replier devant les attaques de l'infanterie ennemie ; elle se défile aux vues de l'artillerie ennemie qui la prend violemment à partie, pour revenir au sud de Contalmaison.
Pour tâcher d'exploiter le succès de nos armes, le corps de cavalerie reçoit l'ordre de délimiter la gauche ennemie. La 1re division de cavalerie, à droite du dispositif, marche sur Gouzeaucourt.
Le 30, des éléments à pied du régiment prononcent une attaque contre Croisilles, et en délogent quelques cyclistes ennemis. Le soir du même jour, le 2e demi-régiment reçoit l'ordre de se porter sur Fontaine-les-Croisilles et d'en tenir les lisières sud et est ; deux pelotons s'installent dans le village et envoient une patrouille sur Heudécourt. Elle trouve le village fortement occupé, est coupée de son peloton, et ne rentre que le 3 octobre. L'ennemi bombarde violemment Fontaine-les-Croisilles. 
Le 1er octobre, le Régiment se porte dans la région de Douai.
Il envoie deux reconnaissances qui se heurtent, dans un épais brouillard, à de l'infanterie ennemie ; l'une d'elles perd son officier, grièvement blessé, et la moitié de son effectif.
Le 2 octobre, le Régiment bivouaque aux environs de Givenchy-Souchez. L'ennemi attaque et enlève Givenchy, nous forçant à un repli jusqu'à Gauchin-Legal. Le régiment reste en soutien de batteries jusqu'au 8 octobre.
Le 8, devenant flanc-garde à gauche de la division de cavalerie, il se porte sur La Bassée.
Le 9, la brigade reçoit l'ordre de garder les passages d'eau de La Bassée. Un escadron reste en soutien de batterie, un demi-régiment est mis pied à terre, un escadron est gardé en réserve à cheval. Le demi-régiment pied à terre surveille le marais et les débouchés du canal que l'ennemi a franchi avant la prise du service ; il est obligé de se replier devant l'avance de l'infanterie ennemie, qui occupe Hantay après un violent bombardement. À 1 h 15, le Régiment reçoit l'ordre de se porter sur la Rue des Trancharts. Il devient avant-garde de la division de cavalerie, et prend les avant-postes le soir. Un escadron réoccupe Hantay, surveillant le pont sur le canal, Salomé et Coisin.
Le 10 octobre, la brigade se replie sur Festubert. Le 11, le Régiment est en réserve de la division de cavalerie qui combat à pied sur la ligne La Quinque, Givenchy-lès-la-Bassée. Le combat traîne en longueur, l'artillerie agit d'une façon continue, des obus tombent sur les escadrons en réserve aux lisières de Festubert.
Les 13, 14, 15 et 16, le corps de cavalerie attaque et s'empare d'Estaires et de Laventie. Le Régiment assure les liaisons par des patrouilles, puis se porte sur Fleurbaix-Armentières, au contact des forces ennemies qui se retirent. Le 18, la situation est la suivante : le 2e C. A. W. attaque direction sud-est ; sa gauche marche sur Marquillies, sa droite attaque La Bassée. Le 3e CAW continue sa marche vers l'est. La 1re DC fait la liaison entre ces corps. Elle tient Fromelles et attaque Fournes ; puis, le 19, cède sa place en 1re ligne à la 3e DC.
Relevé le 31 octobre, le corps de cavalerie est jeté aussitôt dans la mêlée des Flandres. Le 1er novembre, la 1re division de cavalerie pousse par Bailleul vers le mont Kemmel, au secours des Anglais en difficulté. Le 2 novembre, c'est l'engagement de Werlverghen sur la « croupe de l'enfer », suivi le 4 novembre, de combats de part et d'autre de la Douve et d'une attaque sur Messines.

##### 1915
D'une façon générale, une partie des effectifs, mis à pied, occupe des secteurs réputés calmes, tandis que les chevaux sont maintenus en arrière. C'est ainsi que le corps de cavalerie est poussé dans la région de Vitry-le-François en février, puis dans celle de Verdun en avril. Lors de l'offensive alliée d'Artois de mai à juin 1915, il reste en réserve derrière la IIe Armée au Nord-Est d'Amiens. De même, lors de l'offensive de Champagne de septembre à octobre 1915, il est maintenu en Artois à la disposition de la Xe Armée.

##### 1916
De juillet à novembre 1916, c'est l'offensive alliée de la Somme.

##### 1917
Début mars 1917, alors que le régiment est au Hamel et à Contoire, les Allemands entament un repli sur une position organisée plus en arrière, la ligne « Hîndenburg ». Le 31 mars, c'est la fin de cette deuxième bataille de Picardie, ou encore bataille de L'Avre, qui permit d'arrêter la poussée Allemande sur Amiens. Son héroïque comportement devait valoir au 2e Cuirassiers une 6e inscriptions sur son étendard « L'Avre ».

##### 1918
Deuxième bataille de la Marne marque la fin des offensives Allemandes et la reprise de l'initiative par les armées Alliées. La conduite héroïque du régiment pendant cette période lui valut une « citation à l'ordre de l'Armée ».

##### 1919
Le régiment est dissous le 15 août 1919 dans le cadre des mesures de réorganisation de l'Armée et ses éléments versés au 12e régiment de cuirassiers.

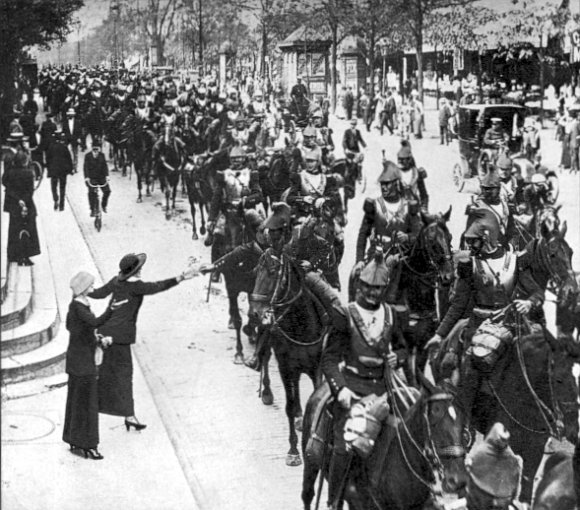
Cuirassiers à Paris, en août 1914.
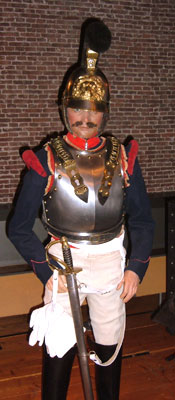
Un cuirassier français.

#### Entre-deux-guerres
Le régiment n'existe plus. Le 3e groupe d'automitrailleuses reprend ses traditions.

#### Seconde Guerre mondiale

##### 1939
- Recréé peu après le début de la 2e Guerre mondiale, au début de 1940, le 2e Régiment de Cuirassiers, sous les ordres du Colonel du Vigier appelé à former avec le 1er Cuirassiers la 5e Brigade de Combat, elle-même dans la composition de la 3e division légère mécanique. Équipé de Char Somua S-35 armés de canon de 47 mm et de Hotchkiss H35 armés du canon de 37 mm.

##### 1940
- Campagne de Belgique, participe à la bataille de Hannut et de France en 1940. Le 1er août 1940 le 2e cuirassiers est dissous. Il a reçu à la suite des combats de Belgique une citation à l'ordre de l'armée. Plus de détails : Le 2e cuirassiers en Belgique

##### 1943
- Le 16 septembre 1943, est la renaissance du 2e cuirassiers, à Mercier-Lacombe, en Oranie, par dédoublement du 2e régiment de chasseurs d'Afrique. Affecté à la division blindée, aux ordres du général Touzet du Vigier, son ancien chef de corps de 1940, il constitue, avec le 3e régiment de zouaves et le 1/68e RA, le Combat-Command no 1.

##### 1944
Embarqué le 10 août 1944 à Oran, le 2e cuirassiers, à un escadron de chars légers et à trois escadrons de chars moyens Sherman M4, prend pied sur le sol de France à la Nartelle au milieu de la baie de Saint-Tropez le 16 août 1944. L'ensemble des troupes, avait opéré dans le cadre et au profit du 6e Corps d'armée américain. Le 20 août, repassant aux ordres de la 1re armée française 1re D.B. Le 23 août, 4e Escadron en tête, le 2e cuirassiers entre dans Marseille après plusieurs jours. Le 31 août il franchit le Rhône, partie à Vallabrègues, partie à Avignon, et se regroupe le soir à Bagnols-sur-Cèze. Le Viviers, La Voulte, Tournon, Annonay, Saint-Étienne. Le 3 septembre 1944, le régiment participe à la libération de Lyon. La prise de Chalon-sur-Saône. Dijon le 11 septembre Is-sur-Tille. Le 13 Langres est à son tour libérée après un vif combat. Le même jour, la jonction est effectuée au Nord-Est de Chaumont avec la 2e DB qui arrive de Paris. Obliquant à droite, la 1re DB s'axe alors sur Colmar. La poussée vers les Vosges, enlèvent Travexin, mais ne peuvent en déboucher. Les autres groupements ne sont pas plus heureux. Il est alors décidé de retirer la 1re DB des Vosges. Elle se regroupe, à partir du 22 octobre, dans la région de Vesoul, et se prépare à s'engager dans la trouée de Belfort. Reposé, recomplété, le régiment pénètre en Alsace le 20 novembre en longeant la frontière Suisse et, le 21 novembre participe brillamment à la prise d'Altkirch et d'Illfurth. Prend part à l'occupation de Mulhouse.

##### 1945
Des combats acharnés vont alors s'engager pour la réduction de la poche de Colmar. Ils dureront trois semaines, au milieu d'un hiver rigoureux, du 20 janvier au 9 février 1945 et seront marqués notamment par les combats d'Illzach, de Kingersheim et Richwiller, le 2e cuirassiers, agissant alors au profit de la 9e DIC. Après avoir atteint le Rhin le 6 février à Chalampé, le régiment est ramené à Mulhouse, où il stationne jusqu'au 14 avril 1945. C'est enfin, le dernier assaut le 16 avril, poussé sur Strasbourg, le régiment franchit le Rhin en face de Rastatt. C'est la poussée vers le Danube, avec au passage les prises de Messkirch, de Krauchenwies, de Mengen, de Sigmaringen. Le 23 avril 1945, le 2e cuirassiers pénètre dans Ulm, puis s'orientant face au Sud, entre en Autriche le 30 avril par Immenstadt et Aach. Le 3 mai, dans le cadre d'un remaniement du dispositif, il reprend la route de Strasbourg, repasse le Rhin à Kehl le 9 mai et gagne à Rheinzabern, au sud-est de Landau, son premier cantonnement du temps de paix. Le 18 juin 1945, l’étendard du régiment, que vont enrichir les nouvelles inscriptions de Marseille et d'Ulm. Il se voit accorder le droit au port de la fourragère aux couleurs du ruban de la Croix de guerre 1914-1918 avec une olive aux couleurs du ruban de la Croix de guerre 1939-1945. La citation à l'ordre de l'Armée qui lui est décernée le 1er octobre 1945.

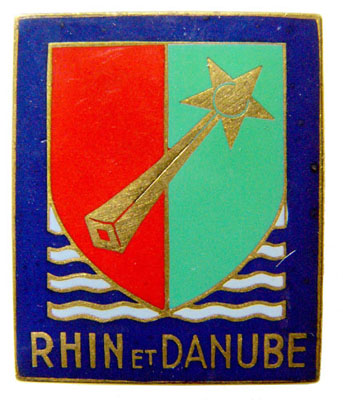
Insigne (Rhin et Danube) 1re Armée Française.

#### De 1945 à nos jours
Le régiment est transféré en Bade-Wurtemberg (Allemagne) et quitte la 1re Division blindée pour être rattaché à la 3e division blindée. Équipé de Sherman au sortir de la guerre, il reçoit ensuite des Patton M47 en 1952. De 1960 à 1969, son 4e Escadron est doté de chars AMX-13 SS11 et sert en outre de support au « Centre d'Entretien des Tireurs de Missiles des F.F.A ». Il est alors en garnison à Reutlingen, quartier Daumale, avec le 73e régiment d'artillerie blindé. Avec ce régiment et le 12e régiment de cuirassiers et le 24e groupe de chasseurs portés, tous deux stationnés à Tübingen, il forme la 5e brigade blindée (PC à Tübingen) composante de la 3e division (PC à Fribourg).
En 1969, ses structures sont modifiées en prévision de son équipement en AMX-30B: 4 escadrons à 13 chars, un escadron porté, un escadron des Commandements et Services. Les A.M.X.30B arriveront au printemps 1971. En 1978, dans le cadre d'une réorganisation des Forces Françaises en Allemagne; le régiment passe de la 3e Division blindée à la 5e Division blindée nouvellement reconstituée.
En 1984, dans le cadre de la réorganisation de l'Armée de terre, le régiment perd le 4e escadron et l'escadron porté, les trois autres escadrons étant alignés à 17 chars. En 1985 pour son 350e anniversaire, le régiment reçoit de nouveaux matériels : l'AMX 30B2.
La chute du mur de Berlin le 9 novembre 1989 va entraîner une nouvelle refonte des Forces Françaises en Allemagne. Le régiment sera parmi les premiers à être dissous en 1991. L'étendard et les Traditions du 2e régiment de cuirassiers reposent désormais au musée de la cavalerie de Saumur.

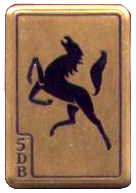
Insigne de la 5e D.B
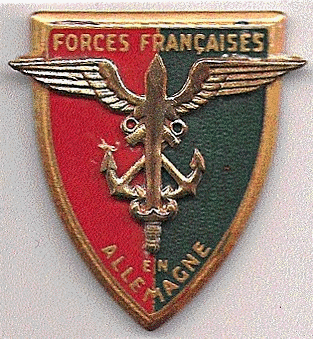
insigne F.F.A

## Étendard
Il porte, cousues en lettres d'or dans ses plis, les inscriptions suivantes 
- Marengo 1800
- Austerlitz 1805
- La Moskova 1812
- Vauchamps 1814
- l'Ourcq 1914
- L'Avre 1918
- Marseille 1944
- Ulm 1945

## Décorations
Sa cravate est décorée :
De la Croix de guerre 1939-1945 avec palme. Il porte la fourragère aux couleurs du ruban de Croix de guerre 1914-1918 avec olive aux couleurs du ruban de la Croix de guerre 1939-1945.
- Cité à l'ordre de l'armée le 2e régiment de cuirassiers le 7 mai 1919 : Le Maréchal de France Pétain.
- Cité à l'ordre de l'armée La 5e Brigade de combat ordre no 15 « C » du 9 juin 1940 : Le Général Commandant en Chef Weygand.
- Cité à l'ordre de l'armée décision no 1215 du 1er octobre 1945, la présente citation comporte l’attribution de la Croix de guerre 1939-1945 avec palme. Fait à Paris, le 1er octobre 1945 Charles de Gaulle.
- Deux escadrons le 2e et 3e ont été cités à l'ordre de l'armée en 1945 décision no 1064.
- Le 4e escadron cité à l'ordre de la division ordre général no 1050 en 1945 : Le Général de Lattre de Tassigny.

(Il n’existe pas de fourragère aux couleurs du ruban de la croix de guerre 1939-1945 (vert et rouge dominant), la forme et les couleurs du ruban de celle de 1914-1918 sont maintenues (vert dominant et rouge), par contre une "olive" (vert et rouge dominant aux couleurs du ruban de la croix de guerre 1939-1945) placée entre le ferret et le nœud à quatre tours permet de la différencier de celle obtenue en 1914-1918).

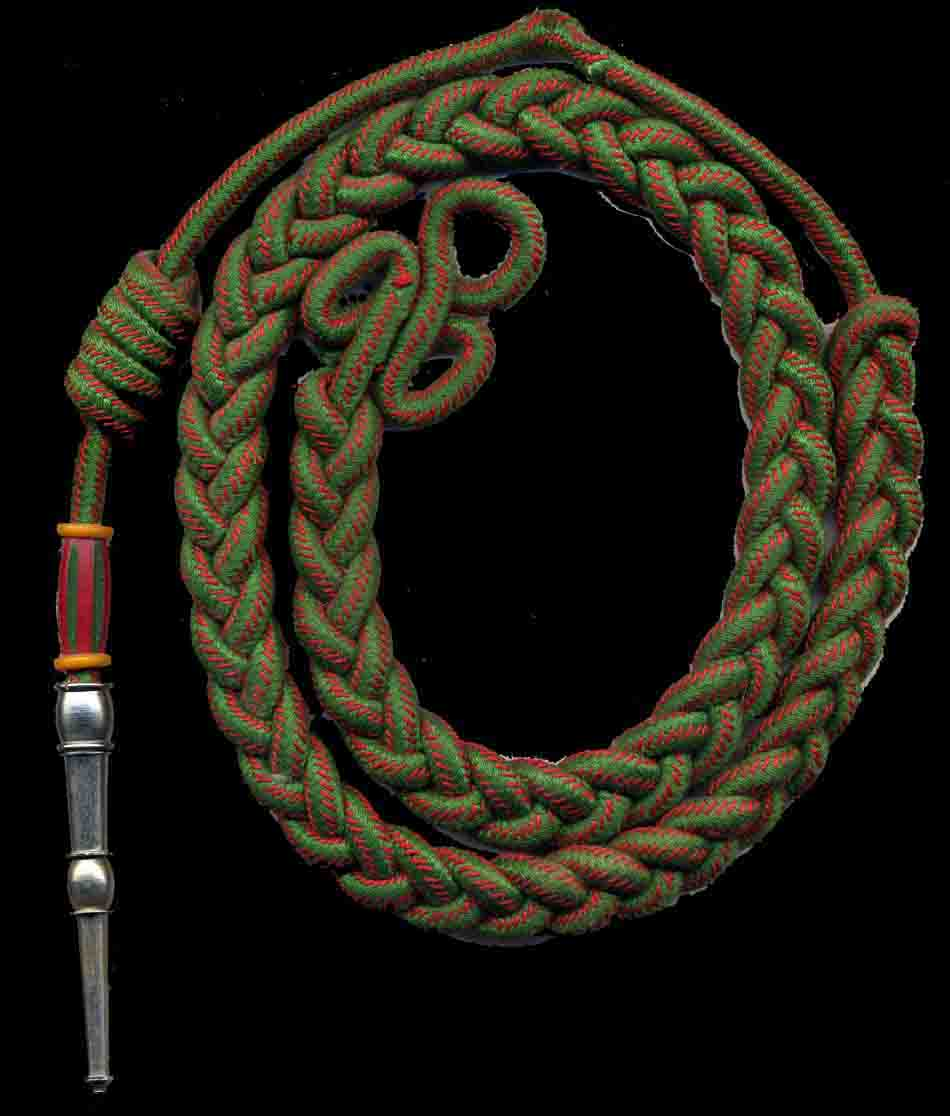
Fourragère aux couleurs du ruban de la croix de guerre 1914 1918 avec olive aux couleurs du ruban de la croix de guerre 1939 1945.

## Insigne
Reprise de l'insigne de 1945 avec casque est banderole argentée. Fabriqué par la maison Arthus-Bertrand et homologué G 2861. Dans les dernières années, il a été réalisé par la maison Delsart avec une variante plaquée or et argent.

## Personnalités ayant servi au2eRC
- Geoffroy Chodron de Courcel (1912-1992), diplomate français, ancien collaborateur du général de Gaulle, effectue son service militaire (par devancement d'appel, octobre 1932), au 12e cuirs (2e Cuirs dissous en 1918) puis au 1er bataillon de dragons portés[8].
- Jean Netter (1914-2010), Compagnon de la Libération.
- Jean-Marie Souberbielle (1899-1942), Compagnon de la Libération.

## Sources et bibliographie
- Historique du 2e régiment de cuirassiers : campagne 1914-1918, Paris, Chapelot, 42 p., lire en ligne sur Gallica.

### Autres sources
- Général de brigade Philippe Peress. 31, rue Hoche 49400 Saumur.
- Musée des Blindés ou Association des Amis du Musée des Blindés 1043, route de Fontevraud, 49400 Saumur.